# 주양자
주양자(朱良子, 1931년 1월 1일~2025년 2월 4일)는 대한민국의 의사 출신 정치인이다. 제14·15대 국회의원, 제25대 보건복지부 장관(1998. 3. 3.~1998. 4. 30.)을 지냈다.
고려대학교 의과대학 졸업 후 스웨덴 정부의 초청에 의해 영국에서 유학 생활을 보냈다. 졸업 후 서울대학교 의과대학 교수, 고려대학교 의과대학 외래교수, 국립중앙의료원장, 의료보험관리공단 이사장, 소릅티 미스트 클럽 한국연합회 제2대 총재, 고려대학교 의과대학 교우회 회장, 한국여자 의사회 회장, 국립의료원 원장, 의료보험 관리공단 이사장, 대한 의학협회 고문 등을 역임했다.
1992년 제14대 총선에서 민주자유당 전국구 후보자 30번으로 출마, 당선되었다. 이후 1996년 제15대 총선에서는 자유민주연합(자민련) 전국구 후보자 12번으로 출마, 총선 당시에는 당선되지 못하였다. 이후 의원직을 승계하게되면서, 재선 국회의원이 되었다.
1998년 3월 3일부터 1998년 4월 30일까지 제35대 보건복지부 장관을 지냈으며, 최단기였다.
2025년 2월 4일 사망하였다.

## 역대 선거 결과
|  | 38.5% |

|  | 16.2% |